# جائزة أفضل لاعب مغاربي
جائزة أفضل لاعب مغاربي هي جائزة تمنحها مجلة فرانس فوتبول الفرنسية منذ عام 2013  لأفضل لاعب في بلاد المغرب العربي (تونس والجزائر والمغرب) 

## أفضل لاعب مغاربي
| العام | اللاعب         |
| ----- | -------------- |
| 2013  | اسلام سليماني  |
| 2014  | ياسين ابراهيمي |
| 2015  | تاعرابت        |
| 2016  | نصير مزراوي    |
| 2017  | مهدي بنعطية    |
| 2018  | ياسين بونو     |
| 2019  | أشرف حكيمي     |
| 2020  | أشرف حكيمي     |

## انظر ايضا
جائزة افضل لاعب في العراق